# Samantha Albert
Samantha Majendie-Albert (geboren 31. Mai 1971 in Montreal, Quebec) ist eine in Kanada geborene Vielseitigkeitsreiterin, die für Jamaika startet. 

## Leben
Sie wurde als Samantha Majendieam von einer jamaikanischen Mutter geboren. Ihr Vater ist Engländer, sie wuchs in Kanada und Jamaika auf. 1989 zog sie nach Bassett, England, wo sie seitdem wohnt.
Albert vertrat Jamaika bei den Panamerikanischen Spielen 2007. 
Als Einzelstarterin ging sie mit Before I Do It bei den Olympischen Sommerspielen 2008 in Peking an den Start.
Bei den Olympischen Sommerspielen 2012 schloss sie auf Carraig Dubh den Einzelwettbewerb in der Vielseitigkeit ab.
Sie war mit dem Vielseitigkeitsreiter Dag Albert, der Schweden bei zwei Olympischen Spielen vertrat, verheiratet. Das Paar hat zwei Kinder. 2005 wurden sie geschieden.